# 엽기 살인
엽기 살인(獵奇殺人)은 보통 저질러지는 살인에 비해 일반적 상식을 벗어난 살인이다. 엽기 살인은 자주 영화 등의 주제에서 찾기 쉽다. 한니발, 양들의 침묵 등을 예로 들 수 있다. 이러한 영화가 흉악한 범죄를 일으키는 사람들의 연령대를 낮추고 있다는 비판도 있어서 몇 번이고 실험이 이루어지고 있지만, 아직도 그것을 정확히 증명해 주는 데이터는 존재하지 않는다.